# Ponte Nizza
Ponte Nizza là một đô thị ở tỉnh Pavia trong vùng Lombardia của Ý, có cự ly khoảng 70 km về phía nam của Milan và khoảng 35 km về phía nam của Pavia. Tại thời điểm ngày 31 tháng 12 năm 2004, đô thị này có dân số 858 người và diện tích là 23,1 km².
Ponte Nizza giáp các đô thị sau: Bagnaria, Cecima, Godiasco, Gremiasco, Montesegale, Val di Nizza, Varzi.